# Pristimantis conspicillatus
Pristimantis conspicillatus es una especie de anfibio anuro de la familia Craugastoridae.
Se distribuyen por la cuenca amazónica alta de Brasil, Colombia, Ecuador y Perú.
Habita en la selva tropical primaria y secundaria.
Está amenazada por la pérdida de su hábitat natural.